# Šibanov
Šibanov (deutsch Schiefernau) ist ein westböhmisches Dorf und Ortsteil der Gemeinde Poběžovice im Okres Domažlice.

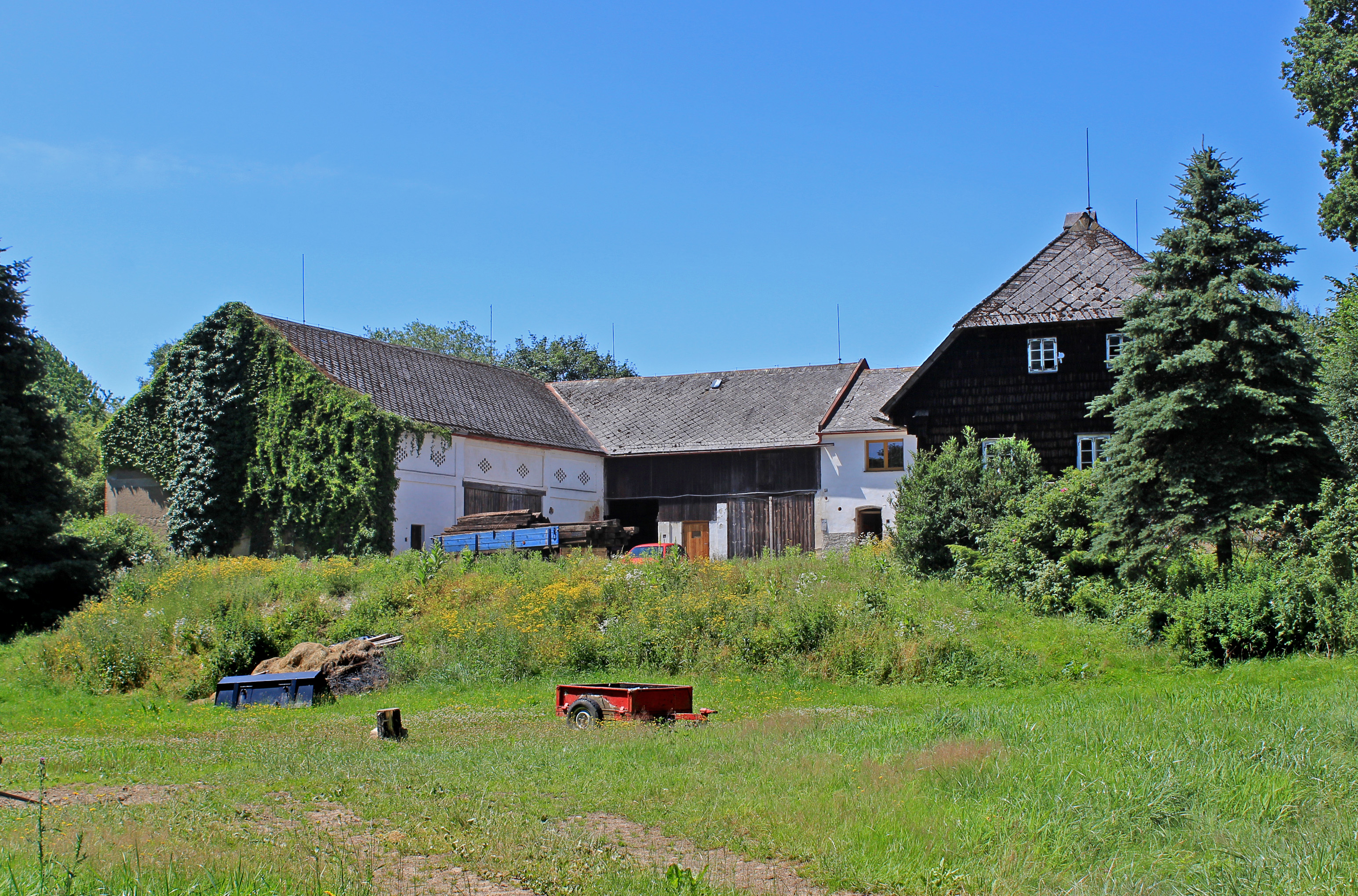
Poběžovice, Šibanov, Haus Nr. 15

## Geografie
Šibanov liegt ungefähr acht Kilometer westlich von Poběžovice am nördlichen Quellbach des Mlýnský potok (Zeiserlmühlbach), der etwa vier Kilometer weiter östlich in die Pivoňka mündet.
Das Gemeindegebiet von Poběžovice bildet hier im Quellgebiet des Mlýnský potok am Nordhang des 869 Meter hohen Lysá-Berges eine etwa zwei mal zwei Kilometer große Exklave, die durch die Gemeinden Mnichov und Hvožďany vom eigentlichen Gemeindegebiet rund um die Stadt Poběžovice getrennt ist.

## Geschichte
Schiefernau wurde 1597 erstmals schriftlich erwähnt.
Schiefernau (auch: Schifernau, Schischetin) gehörte 1789 zum Kammeradministrationsgut Stockau und hatte neun Häuser.
1913 hatte das Dorf 13 Häuser und 82 Einwohner, 1945 hatte es 15 Häuser und 62 Einwohner. Die Gemarkung Schiefernau hatte 1937 312 Hektar Grund.
Die Kinder von Schiefernau gingen in das drei Kilometer entfernte Berg zur Schule zu dessen Pfarrei es auch gehörte.